# Мишић подизач горњег очног капка
Мишић подизач горњег очног капка (лат. musculus levator palpebrae superioris) је парни мишић главе, који улази у горњи капак својом широком лепезастом завршном тетивом, док му се највећи део тела налази у оквиру очне дупље.
Он полази од врха очне дупље (изнад оптичког канала), пружа се унапред испод њеног крова и у пределу екватора дупље почиње да се шири у своју тетиву и да скреће наниже према горњем капку ока. Средишњи део тетиве се припаја на дубокој страни коже капка и на горњем тарзусу. Од њега се потом одвајају бочни продужеци, који се причвршћују на околним коштаним структурама.
Инервација мишића подизача потиче од окуломоторног живца. Основна функција му је повлачење горњег капка навише. Стога у случају повреде или парализе поменутог нерва, долази до птозе тј. спуштања капка који прекрива већи део рожњаче.